# Narodni park Viktorijini slapovi
Narodni park Viktorijini slapovi v severozahodnem Zimbabveju varuje južni in vzhodni breg reke Zambezi na območju svetovno znanih Viktorijinih slapov. Razteza se vzdolž reke Zambezi od večjega narodnega parka Zambezi približno 6 km nad slapovi do približno 12 km pod njimi.
V tem majhnem parku je pot, ki vodi vzdolž kanjona reke Zambezi. Na zimbabvejski strani se znajdete nasproti Viktorijinih slapov, ki so zaradi svoje širine in količine vode še posebej impresivni v deževnem obdobju. Različne razgledne točke obiskovalcem ponujajo pogled na slapove in nastale mavrice. Zaradi nenehnega pršenja vode se je neposredno nasproti slapov, skozi katere vodi pohodniška pot, razvila flora, podobna deževnemu gozdu. Mejni prehod z Zambijo je tik ob parku. Tukaj boste našli eno najbolj spektakularnih postaj za bungee jump v Afriki, neposredno v kanjon, in izhodišče za številne rafting izlete v Zambeziju. V sušnem obdobju je mogoče plavati v majhnem bazenu tik ob slapovih na zambijski strani, če najdete lokalnega vodnika.
Mesto Viktorijini slapovi je majhno, zelo moderno mesto po zimbabvejskih standardih in edino v Zimbabveju, ki je v celoti usmerjeno v turizem. Razlog za to so številne turistične skupine, ki se ustavljajo v tej obmejni regiji med Zambijo, Zimbabvejem in Bocvano.

## Narava
Pomembna značilnost parka je deževni gozd, ki raste v pršenju slapov, vključno s praproti, palmami, lianami in številnimi drevesi, kot je mahagoni, ki ga ni videti drugje v regiji. Park je znotraj ekoregije gozdov Zambezian in Mopane.
Obiskovalci imajo med vožnjo in peš safariji možnost opazovati slone, kafrske bivole, bele nosoroge, povodne konje, žirafe, antilope in številne druge črede antilop. V reki je mogoče videti skupino krokodilov, bližnji krokodilji ranč pa ponuja varnejši pogled na te nevarne živali.

## Turizem
Nastanitve za turiste so na voljo v kampih v narodnem parku Zambezi ter v številnih letoviščih in hotelih v in okoli mesta Victoria Falls, ki je del zahodne meje parka. Obiskovalci morajo upoštevati previdnostne ukrepe proti malariji. Mesto je s cesto in železnico je povezan z mestom Hwange, ki je oddaljeno 109 km, in z Bulawayom, ki je oddaljeno 440 km, ter ima letališče, ki je 18 km južno in sprejema lete v Johannesburg in Namibijo.

## Opomba
Ta park se obravnava za vključitev v čezmejno ohranitveno območje Kavango–Zambezi v petih državah. Bilo bi drugo največje območje ohranjanja narave in krajine na svetu, ki bi se raztezalo čez mednarodne meje petih držav v južni Afriki. Vključuje večji del porečij in delte zgornjega toka reke Zambezi in Okavango, Caprivijev pas v Namibiji, jugovzhodni del Angole, jugozahodno Zambijo, severno divjino Bocvane in zahodni Zimbabveja. Središče tega območja je na sotočju rek Zambezi in Chobe, kjer se stikajo meje Bocvane, Namibije, Zambije in Zimbabveja. Vključuje številne pomembne narodne parke in naravne znamenitosti, med njimi narodni park Chobe, narodni park Hwange in Viktorijinimi slapovi. V regiji živi približno 250.000 afriških slonov, kar je največja populacija na svetu.